# Rafael
Mužské vlastní jméno Rafael pochází z hebrejského jména רפאל Refáél, což znamená „Bůh uzdravuje“. V starozákonní knize Tóbijáš se takto jmenuje anděl, který provází mladého Tóbijáše na cestě do Médie, podle církevní tradice jeden ze (tří) archandělů.

## Významné osoby se jménem Rafael
- Rafael (archanděl), anděl z knihy Tóbijáš. Bývá zobrazován jako adolescent či dospělý, v dlouhé tunice a s mohutnými křídly. Jeho atributy jsou poutnická hůl, cestovní láhev a ryba. Objevuje se ve dvou legendárních scénách: 1) provází Tobiáše se psem, nebo drží rybu. 2) Uzdravuje slepého Tóbita.
- Rafael Kubelík (1914–1996), český dirigent, houslista a skladatel
- Rafael Nadal Parera (* 1986), španělský tenista, olympijský vítěz
- Raffael Santi (1483–1520), italský malíř a architekt v období vrcholné renesance

### Příjmení
- Ignác Václav Rafael (1762–1799), český hudební skladatel působící v zahraničí
- Karel František Rafael (1795?–1864), český kontrabasista a hudební skladatel působící v zahraničí.

## Statistické údaje
Následující tabulka uvádí četnost jména v ČR a pořadí mezi mužskými jmény ve srovnání dvou roků, pro které jsou dostupné údaje MV ČR – lze z ní tedy vysledovat trend v užívání tohoto jména:
| Rok       | Četnost  | Pořadí   |
| 1999      | 132      | 328.     |
| 2002      | 134      | 326.     |
| Porovnání | o 2 více | o 2 lépe |
| 2006      | 160      | 404.     |

Změna procentního zastoupení tohoto jména mezi žijícími muži v ČR (tj. procentní změna se započítáním celkového úbytku mužů v ČR za sledované tři roky 1999-2002) je +2,3%.

## Rafael v jiných jazycích
- Anglicky: Raphael
- Arménsky: Ռաֆայել
- Francouzsky: Raphaël
- Italsky: Raffaele, Raffaello
- Japonsky: ラファエル
- Katalánsky: Rafael/Rafel
- Německy: Raphael
- Polsky: Rafał
- Portugalsky: Rafael
- Rusky: Рафаэль

## Jmeniny
- V katolickém církevním kalendáři: 29. září, svátek svatých Archandělů Michaela, Gabriela a Rafaela.